# Raad eens hoeveel ik van je hou (prentenboek)
Raad eens hoeveel ik van je hou (Origineel: Guess How Much I Love You) is een prentenboek dat oorspronkelijk in het Engels werd geschreven door de Noord-Ierse auteur Sam McBratney. Het werd gepubliceerd in 1994. De illustraties zijn van de hand van de Engelse tekenares Anita Jeram. Bijna 50 miljoen exemplaren werden wereldwijd verkocht en het boekje werd in maar liefst 57 talen vertaald.

## Verhaal
Het verhaal gaat over twee hazen: Hazeltje en Grote Haas. De twee houden heel erg veel van elkaar maar kunnen dat moeilijk in woorden uitdrukken. Toch proberen ze dat door elkaar steeds te overtreffen met uitspraken om de grootte van hun liefde uit te drukken. Hazeltje denkt uiteindelijk te winnen met: "Ik hou van jou helemaal tot aan de maan", waarop Grote Haas antwoordt: "Dat is héél erg ver". Nadat Hazeltje al rustig in slaap is gevallen, fluistert Grote Haas heel zachtjes: "Ik hou van jou helemaal tot aan de maan... en terug!"